# Кавінга
Каві́нга (англ. Kawinga) — традиційна громада у складі дистрикту Мачинга Південного регіону Малаві.
Населення — 92144 особи (2018).